# 埃默拉爾德 (內布拉斯加州)
埃默拉爾德（英語：Emerald）是位於美國內布拉斯加州蘭開斯特縣的普查規定居民點。

## 歷史
埃默拉爾德的郵局於1884年設立，其後於1943年停運。

## 人口
根據2020年美國人口普查的數據，埃默拉爾德的面積為1.52平方千米，皆為陸地。當地共有人口45人，而人口密度為每平方千米29.61人。